# Станіслав Понятовський (підскарбій)
Станіслав Понято́вський (пол. Stanisław Poniatowski; 23 листопада 1754, Варшава — 12 лютого 1833, Флоренція) — польський політичний діяч, урядник Республіки Обох Націй, магнат, князь. Стрийський староста.

## Життєпис
Походив з впливового роду Понятовських. Син Казімежа Понятовського, великого коронного підкоморія, та Аполонії Устщицької. Племінник останнього польського короля Станіслава Августа Понятовського. Навчався у пансіонаті, де викладали італійські монахи, а у 1766—1769 роках — у школі юних лицарів. З 1770 року був гвардії полковником, а з 1776 року — генерал-лейтенантом коронних військ, член просвітницької (Едукаційної) комісії, член сейму від Варшавського воєводства. Часто подорожував Європою. Був в Австрії, Франції, Англії, Італії.
У 1771 році перебуваючи в Англії приймає неординарне та той час для людини його кола рішення замість провадити світське життя пройти курс навчання у Кембріджі. Як і його дядько-монарх цікавиться творами мистецтва і колекціонуванням. Під час своїх подорожей спілкується з археологом д"Аженкуром, вченим Бернуллі, князем опікується о.Порталуппі та г-жа Жофрен, які були вчителями Станіслава-Августа.
У 1778 році король Станіслав-Август подарував йому два найбагатших староства Польщі — Богуславське і Канівське. Агенти князя скупили на Правобережній Україні величезні ділянки запущених земель, зокрема й Корсунь, який став новою резиденцією Понятовського. Згодом стає підскарбієм литовським.
У 1782—1783 роках на одному з островів, що на р. Рось, згідно з його наказом був побудований дерев'яний будинок (архітектор Й. Г. Мюнц), а у 1787—1789 роках — Кам'яний палац (архітектор Я. Д. Ліндсей). У 1787—1788 роках у Корсуні були засновані фабрики з виробництва сукна, замші, шовку, селітри. У с. Таращі — скляний завод з цехом дзеркал. У с. Сахнівці — гуральня та тютюнова фабрика з плантаціями винограду і тютюну. За наказом Понятовського був створений табун породистих коней.
Спільно з Й. Г. Мюнцем Станіслав Понятовський розробив план забудови Корсуня. Селяни були переведені з панщини на оброк, частина селян була переведена у положення довічних орендарів, були впроваджені змішані адміністративні суди за участю селянських виборних, організована каса взаємодопомоги для погорільців, відкрито лікарню і школу танців.
Корсунський палац вважався найрозкішнішим з магнатських палаців в Україні. Навесні 1787 року у Корсуні перебували польський король Станіслав-Август і австрійський імператор Йосиф ІІ, який подорожував під ім'ям «графа Фалькенштейн».
У 1790 році Станіслав Понятовський відійшов від справ і оселився в Італії, побудувавши розкішну віллу в Римі. Тут він займався археологічними розкопками, будівництвом і поповнював свою колекцію мистецтв. У 1799 році він став почесним членом Римської Академії мистецтв Св. Луки.
Через деякий час після третього поділу Польщі, у 1797 році Станіслав Понятовський приїхав на Корсунщину, де застав свої маєтки в жахливому стані. Втрати були непоправними, і він змушений був продати своє українське староство, зокрема Корсунське, російському уряду. Після цього оселився у Флоренції, де і жив до кінця своїх днів. Похований у соборі св. Петра у Флоренції.

## Родина
У 1806 або 1807 році одружився з жінкою шевця Касандрі Люці. Мав 2 дочок — Ізабеллу і Констанцію та 3 синів — Кароля, Йозефа і Міхала. Нащадки Понятовського носять спадковий князівський титул і родове ім'я Понятовський ді Монте Ротондо.

## Колекція
Був пристрасним колекціонером, археологом, знавцем живопису, скульптури та гліптики, з молодого віку збирав предмети мистецтв, успадкував частину колекції Станіслава-Августа. Колекція гем містила рідкісні античні підписні екземпляри, а також більш пізні роботи. Нині частина предметів колекції Понятовських знаходиться в Метрополітен музеї, ермітажі, Британському музеї та в інших музеях та збірках світу.